# Auel
Auel ist eine Ortsgemeinde im Rhein-Lahn-Kreis in Rheinland-Pfalz. Sie gehört der Verbandsgemeinde Loreley an, die ihren Verwaltungssitz in St. Goarshausen hat.

## Geographie
Auel liegt im westlichen Hintertaunus. Zu Auel gehören auch die Wohnplätze Rödelbach, Schönebeck und Theismühle.
Die Nachbargemeinden von Auel sind Lierschied, Bogel, Reitzenhain, Reichenberg und Patersberg.

## Geschichte
Im Jahre 1260 wird der Ort als Owele erstmals urkundlich erwähnt. Er stand zu dieser Zeit schon unter der Herrschaft der Grafen von Katzenelnbogen. Nach deren Aussterben ging die Landeshoheit im Jahr 1479 an die Landgrafen von Hessen über. Bereits 1528 wurde durch Landgraf Philipp von Hessen die Reformation eingeführt. Ab 1567 gehörte der Ort zu Hessen-Rheinfels, ab 1583 zu Hessen-Kassel. Ab 1806 war Auel Teil des Herzogtums Nassau, das 1866 von Preußen annektiert wurde. Nach dem Ersten Weltkrieg gehörte der Ort bis 1929 der französischen Besatzungszone an.
Der Ort wurde am 26. März 1945 von amerikanischen Truppen eingenommen.
Seit 1946 ist der Ort Teil des Landes Rheinland-Pfalz.
Es gab viele verschiedene Orte, an die Auel kirchlich gebunden war. So war man zuerst gezwungen, die Kirche im vier Kilometer entfernten Ruppertshofen zu besuchen. Später kam man zu der Einigung, dass die Aueler Einwohner die Kirche im „nur“ zwei Kilometer entfernten Lierschied besuchen könnten, da man damals wie heute keine eigene Kirche besitzt. Heute untersteht der Ort der evangelischen Kirchengemeinde zu St. Goarshausen, jedoch finden Gottesdienste einmal monatlich in der Gemeindehalle in Auel statt.

### Einwohnerentwicklung
Für die frühen Jahre des kleinen Dorfes sind keine genauen Aufzeichnungen vorhanden. Man kann aber sagen, dass sich die Einwohnerzahl nur auf ein paar Bauern beschränkt haben dürfte. Auch in den Folgejahren war das Wachstum der kleinen Gemeinde gering. Die ersten belegbaren Aufzeichnungen stammen aus den Jahren zwischen 1639 und 1693. Im 17. Jahrhundert hatte Auel zwischen 45 und 65 Einwohner und im Jahre 1783 waren es 123 Einwohner.
Statistik zur Einwohnerentwicklung
Die Entwicklung der Einwohnerzahl von Auel, die Werte von 1871 bis 1987 beruhen auf Volkszählungen:
| Jahr | Einwohner |
| ---- | --------- |
| 1815 | 135       |
| 1835 | 142       |
| 1871 | 147       |
| 1905 | 145       |
| 1939 | 161       |
| 1950 | 234       |

| Jahr | Einwohner |
| ---- | --------- |
| 1961 | 206       |
| 1970 | 206       |
| 1987 | 205       |
| 2005 | 231       |
| 2011 | 196       |
| 2017 | 186       |

## Politik

### Gemeinderat
Der Gemeinderat in Auel besteht aus sechs Ratsmitgliedern, die bei der Kommunalwahl am 9. Juni 2024 in einer Mehrheitswahl gewählt wurden, und dem ehrenamtlichen Ortsbürgermeister als Vorsitzendem.

### Bürgermeister
Ortsbürgermeister von Auel ist Ralph-Dietmar Seitz. Bei der Direktwahl am 26. Mai 2019 wurde er mit einem Stimmenanteil von 91,82 % wiedergewählt. Bei der Direktwahl am 9. Juni 2024 wurde er mit 82,8 % der Stimmen ohne Gegenkandidat erneut in seinem Amt bestätigt.

## Wappen
| Wappen von Auel | Blasonierung: „Gespalten von Gold und Blau durch eine eingebogene grüne Spitze, darin ein silberner Wellenbalken, belegt mit einem dreiblättrigen silbernen Zweig; vorne ein blaubewehrter und -gezungter roter Löwe nach links, hinten ein silbernes Fachwerkhaus mit schwarzem Dach, darauf rechts ein schwarzes Glockentürmchen.“ |
| Wappen von Auel | Wappenbegründung: Die Geschichte, die dieses Wappen beschreibt, hängt mit der früheren Grafschaft zu Katzenelnbogen zusammen. Der rote Löwe auf goldenem Grund war das Wappen der Grafen und steht für die damalige Angehörigkeit Auels zu dieser Grafschaft. Das Fachwerkhaus auf blauem Grund ist das Wahrzeichen des Ortes. Früher war es ein Rathaus, heute, nach einer Sanierung, ist es das Feuerwehrhaus der Gemeinde. Zuletzt zu erwähnen ist der dreiblättrige silberne Zweig auf grünem Grund, umgeben von einem gewellten Balken, der mehrere Deutungshypothesen aufweist. Da Auel früher als ein Dorf mit großen Grasflächen, das reich an Wasser war, beschrieben wurde, kann man davon ausgehen, dass die Wellenlinien das Wasser und der grüne Hintergrund die grüne Landschaft symbolisieren sollen. Das Wappen wurde 1985 genehmigt. |

## Kultur und Sehenswürdigkeiten

### Bauwerke

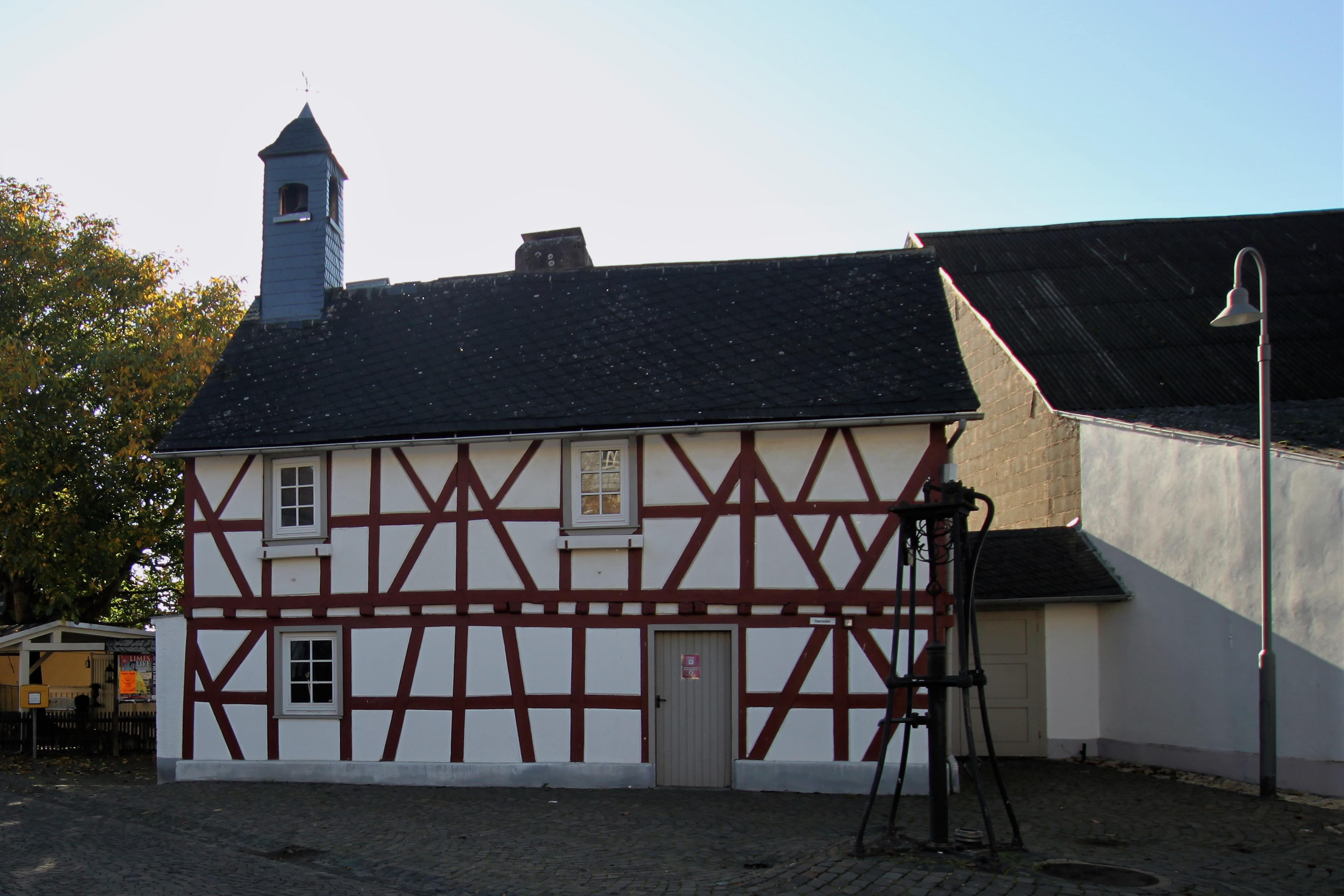
Rat- und Backhaus, davor Dorfbrunnen (2017)

Zu den Sehenswürdigkeiten in Auel kann man zwei Bauwerke zählen:
- das alte Rathaus
- der Dorfplatz mit dem Dorfbrunnen

Das alte Rathaus, das umgangssprachlich auch Backes (= Backhaus) genannt wird, wurde 1822 zum ersten Mal unter diesem Namen erwähnt und zählt damit zu einem der ältesten Gebäude in Auel. Der Glockenturm wurde zum ersten Mal 1865 erwähnt, die dazugehörende Glocke trägt die Inschrift: „Gott allein die Ehr anno 1668“.
Im Jahre 1926 zerstörte ein Feuer das Haus, es wurde aber im selben Jahr wieder neu errichtet. In den 1970er Jahren zog die Freiwillige Feuerwehr in das Gebäude um; in den Jahren 1981/82 wurde das alte Rathaus renoviert und unter Denkmalschutz gestellt. Im Rahmen der Dorferneuerung (1983/84) stufte die Kreisverwaltung Rhein-Lahn das Gebäude in die Zeit um das 17. oder 18. Jahrhundert ein.
Der alte Dorfbrunnen, der seit 1912 Gemeindeeigentum ist, war früher ein wichtiger Wasserspender für das Dorf. Heute wird der Brunnen in den Sommermonaten auch noch regelmäßig genutzt.

### Vereine
Der spätere gemischte Chor MGV „Loreley“ Auel wurde im April 1904 als Männergesangverein gegründet und konnte trotz der geringen Einwohnerzahl den gemeinsamen Gesang über Generationen hinweg pflegen. Zur Ehrung des 100-jährigen Bestehens wurde der Chor mit der Zelter-Plakette ausgezeichnet. Da es zu wenige aktive Sänger und Sängerinnen gab, wurde Ende 2012 – nach über 108 Jahren – der Chorgesang eingestellt.
Der Tisch-Tennis-Club Auel (TTC Auel) wurde am 5. Mai 1959 gegründet. Er spielte in der Meisterschaftsrunde 2011/2012 erstmals in der Vereinsgeschichte mit nur einer Herrenmannschaft. Nach einem früheren Abstieg spielt sie aktuell (Saison 2020/21) in der 3. Kreisklasse (Gruppe B) im Bezirk „Südlicher Westerwald/Rhein-Lahn“.

### Freiwillige Feuerwehr
Die Wurzeln der Freiwilligen Feuerwehr in Auel lassen sich bis in das Jahr 1882 zurückverfolgen. Zu diesem Zeitpunkt sollte bereits eine Feuerwehr gegründet werden, was aber aufgrund der geringen Einwohnerzahl nicht zustande kam. Das tatsächliche Gründungsjahr der Freiwilligen Feuerwehr ist 1904. Seit dem 26. September 2020 bilden die Feuerwehren aus Auel und Lierschied eine Übungs- und Ausrückegemeinschaft.

### Regelmäßige Veranstaltungen
- Fastnachtssitzung im Februar
- Vereinsmeisterschaften des TTC
- Dorffest im August
- Martinszug im November
- Weihnachtsmarkt im November
- Silversterumtrunk

## Wirtschaft und Verkehr
Im Gegensatz zu früheren Zeiten ist das Landschaftsbild Auels nicht mehr von landwirtschaftlichen Betrieben geprägt. Bis auf zwei Ausnahmen wurden alle Höfe aufgegeben. Es existieren nur noch ein Nebenerwerbsbetrieb und ein Vollerwerbsbetrieb. Trotz alledem ist das Landschaftsbild noch sehr ländlich, da noch große Anbauflächen bestehen.
Die Verkehrsanbindungen in Auel beschränken sich auf zwei Straßen. Die Kreisstraße K87 und die Bundesstraße 274.